# 重庆林园
林园，是坐落于重庆歌乐山上的一座园林，以林森得名。

## 历史
最早为抗日战争时期蔣中正开辟的一处官邸。时任国民政府主席的林森对此地也赞赏有加，蒋即将此园赠送给林森作为官邸，林园也由此得名。
1987年1月23日林園1—4號樓列為重慶市第二批市級文物保護單位初定名單。1992年3月19日列為重慶市第二批市級文物保護單位。2013年3月5日列為第七批全國重點文物保護單位。
林森逝世後即葬於此地。後来蔣中正收回林园并加以扩建，抗战后的国共和谈期间，毛泽东、周恩来等人也曾入住其中三天。美国代表乔治·卡特莱特·马歇尔也在此居住过。现时林园内还保留有“中正楼”、“马歇尔楼”、“美龄居”等民国时期建筑。
中华人民共和国成立后，这里变为中国人民解放军重庆通信学院（今中国人民解放军信息支援部队工程大学通信士官学校）的校址。